# نيت روبرتسون
نيت روبرتسون (بالإنجليزية: Nate Robertson)‏ هو لاعب كرة قاعدة أمريكي، ولد في 3 سبتمبر 1977 في ويتشيتا في الولايات المتحدة.

## وصلات خارجية
- نيت روبرتسون على موقع دوري كرة القاعدة الرئيسي (الإنجليزية)
- نيت روبرتسون على موقعبيزبول رفرنس.كوم (الدوري الرئيسي) (الإنجليزية)
- نيت روبرتسون على موقعبيزبول رفرنس.كوم (الدوري الثانوي) (الإنجليزية)
- نيت روبرتسون على موقع إي إس بي إن.كوم (أم.أل.بي) (الإنجليزية)
- نيت روبرتسون على موقع مشجعي الرسوم البيانية (الإنجليزية)